# Athlétisme aux Jeux de la Francophonie
Navigation
Les compétitions d'athlétisme aux Jeux de la Francophonie sont disputées depuis la première édition en 1989.

## Éditions
| Rang | Édition | Ville            | Pays                             | Date                       | Stade                         | Épreuves |
| ---- | ------- | ---------------- | -------------------------------- | -------------------------- | ----------------------------- | -------- |
| 1    | 1989    | Casablanca-Rabat | Maroc                            | 12 au 17 juillet 1989      |                               | 41       |
| 2    | 1994    | Paris-Bondoufle  | France                           | 11 au 13 juillet 1994      | Stade Robert-Bobin            | 43       |
| 3    | 1997    | Antananarivo     | Madagascar                       | Août et septembre 1994     | Stade municipal de Mahamasina | 43       |
| 4    | 2001    | Ottawa-Gatineau  | Québec (Canada)                  | 19 au 23 juillet 2001      | Terry Fox Stadium             | 47       |
| 5    | 2005    | Niamey           | Niger                            | 11 au 16 décembre 2005     | Stade Général-Seyni-Kountché  | 43       |
| 6    | 2009    | Beyrouth         | Liban                            | 1er au 6 octobre 2009      | Cité sportive Camille-Chamoun | 46       |
| 7    | 2013    | Nice             | France                           | 10 au 14 septembre 2013    | Stade Charles-Ehrmann         | 43       |
| 8    | 2017    | Abidjan          | Côte d'Ivoire                    | 23 au 27 juillet 2017      | Stade Félix-Houphouët-Boigny  | 46       |
| 9    | 2023    | Kinshasa         | République démocratique du Congo | 30 juillet au 30 août 2023 | Stade des Martyrs             | 43       |